# Афанасово (Ульяновський район)
Афанасово (рос. Афанасово) — село в Ульяновському районі Калузької області Російської Федерації.
Населення становить 89 осіб. Входить до складу муніципального утворення Присілок Мелихово.

## Історія
Від 2004 року входить до складу муніципального утворення Присілок Мелихово

## Населення
| 2002 | 2010 |
| ---- | ---- |
| 128  | ↘89  |